# Zlatko Žagmešter
Zlatko Žagmešter (Zagreb, 6. srpnja 1943.), bio je hrvatski rukometaš. Igrao je na mjestu vanjskog igrača.
Igrao je za zagrebačke klubove Prvomajsku, Medveščak i Zagreb, njemačke klubove Solingen i Bonn te za francuski Moulhouse.
Igrao je za jugoslavensku reprezentaciju na nekoliko velikih natjecanja. Na svjetskom prvenstvu 1964. u Pragu s reprezentacijom je osvojio 6. mjesto. Na SP-u 1970. u Parizu je osvojio broncu.
Klupski i reprezentativni uspjesi:
- prvak 1964. (s Prvomajskom), 1966. (s Medveščakom)
- kup 1965. i 1970. (s Medveščakom)
- finalist Kupa europskih prvaka 1965. (s Medveščakom)
- najbolji strijelac prvenstva 1971./1972

## Vanjske poveznice
- www.hr